# Università di Ottawa
L'Università di Ottawa (inglese: University of Ottawa; francese: Université d'Ottawa) è un'università con sede ad Ottawa, città capitale del Canada.
Fondata nel 1848 come College of Bytown, è la più grande e più antica università nordamericana bilingue: infatti, all'Università di Ottawa, i corsi di studio sono offerti in inglese o in francese o in entrambe le lingue.
Il campus principale dell'università è nel cuore del centro cittadino di Ottawa, a poca distanza dal Byward Market e dal parlamento canadese (Parliament Hill in inglese e Colline parlementaire in francese). L'università ha anche due giornali studenteschi, The Fulcrum (in lingua inglese) e La Rotonde (francese), nonché un'emittente radiofonica, CHUO, che trasmette in entrambe le lingue e un team sportivo universitario, gli Ottawa Gee-Gees, caratterizzato dalla rivalità con l'altro team locale, i Carleton Ravens dell'Università Carleton.